# Храм Благовещения Пресвятой Богородицы (Якшино)
Храм Благовещения Пресвятой Богородицы — недействующий православный храм в деревне Якшино Торопецкого района Тверской области. Построен в 1757 году. В настоящее время храм находится в полуразрушенном состоянии.

## История
Каменный храм в честь Благовещения Пресвятой Богородицы был построен в 1757 (по другим данным — в 1758) году, об этом свидетельствует надпись на дверях главного иконостаса.
Построен на средства «лейб-гвардии Её Императорского Величества Елизаветы Петровны прапорщик Сергей Егорович Kyшелев и супруга eгo Евфимия Ивановна» на месте прежнего деревянного. Был приписан в Дмитриевскому храму на погосте Нишевицы.
Храм имел три престола: главный — в честь Благовещения Пресвятой Богородицы, придельные во имя святoгo преподобного Онуфрия Великого и во имя святой великомученицы Параскевы. Некоторые источники называют главным престол во имя великомученицы Параскевы, а престол Благовещения Богородицы — придельным.
На отдельно стоящей от здания храма колокольне висело 6 колоколов. Самый большой из них весил 34 пуда 25 фунтов (более 550 кг), на нём имелась надпись: «Сей колокол перелит в Гатчине А. С. Лавровым в 1888 году на средства прихожан и витебского купца Федора Волкова». На втором колоколе были изображения Николая Чудотворца и Онуфрия Великого, а также надпись: «Перелит в Гатчине Лавровым в 1888 году на средства прихожан».
Прихожан в 1876 году — 282 мужчины, 337 женщин.
В 1876 и 1879 годах собственного причта храм не имел.

## Духовенство
В разные годы служили (в скобках указаны годы служения):
- Священник Иоанн Феодорович Белявский (н.д)

- Священник Василий Хребтов (1894 — 25.01.1905)

- Священник Константин Никифорович Гроздов (29.05.1905 — умер, 06.06.1914)

- Священник Василий Панов (21.09.1914 — н.д)